# Aboio

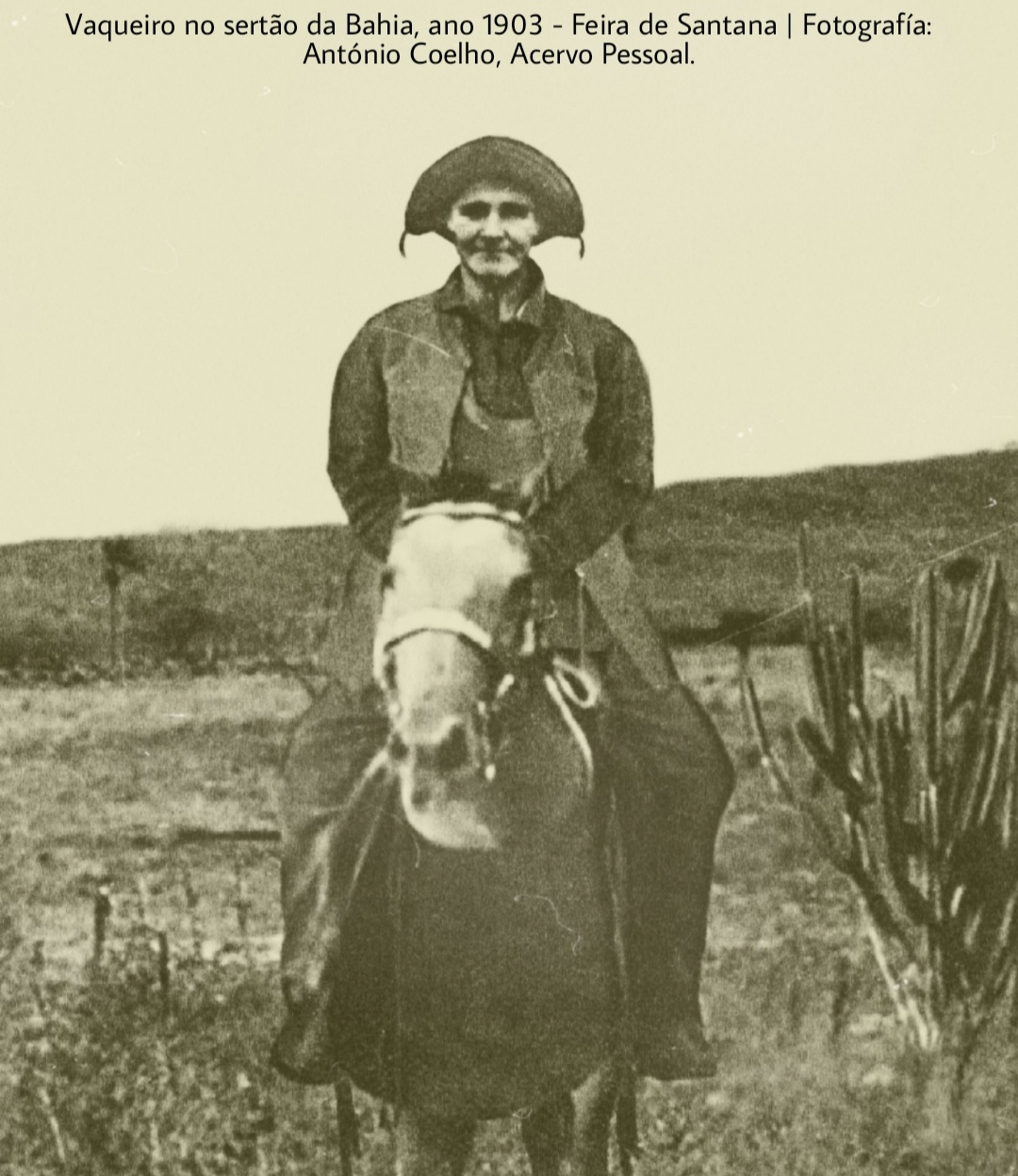
Vaqueiro no sertão da Bahia, ano 1903, típico aboiador (vaqueiro baiano antigo)

Aboio é uma forma de comunicação típica do sertão brasileiro. Consiste em um conjunto de sons cantado pelos vaqueiros quando conduzem o gado pelas pastagens ou para o curral.
O aboio também é praticado no Sul para condução de bovinos, ovinos e equinos. No Rio Grande do Sul os mais comuns são: "era boi, era boi, boi, boi.." " era boi, ó estrada boi" associado a assovios. Por que "era"? "Eira" era um local plano de terra batida, ou de lage de pedra ou ainda calçada, onde o trigo, o feijão, o arroz e outros grãos eram trilhados. Para ocorrer a debulha eram utilizados bovinos ou cavalos,que pisavam sobre as plantas destas culturas, até ocorrer a debulha dos grãos. Posteriormente, os grãos eram peneirados e separados da palha com vento. A eira também havia em países como a Espanha e Portugal.
Um dos ícones do  aboio tem origem no nordeste brasileiro. Ninguém personifica tão completamente a cultura do vaqueiro quanto Luiz Gonzaga, conhecido como o rei do baião. Foi da rotina desses homens que ele extraiu a inspiração para suas músicas, que abordam temas como a terra, a esperança e os desafios da vida no campo. Em sua biografia, há até um relato de que, em um momento de angústia enquanto estava internado no hospital pouco antes de sua morte, ele teria entoado um canto semelhante a um aboio, cujo som reverberou por todo o edifício.
Conforme explica o professor Tiago Severino, o aboio é um patrimônio nacional do Brasil. Essa forma de canto, criada a partir de elementos simples da tradição oral, é a expressão mais autêntica da cultura dos vaqueiros, homens que vivem do trabalho no campo. Utilizado para conduzir o gado, o aboio é uma melodia que reflete o ritmo lento e cadenciado dos animais. Seu significado transcende as palavras, incorporando-se profundamente à cultura popular do sertão brasileiro.

## Características
É um canto vagaroso, no ritmo do movimento dos animais, que termina incitando a boiada de forma não cantada: ei boi! boi surubim!, ei lá, boizinho!.
O aboio em versos é uma modalidade de aboio que consiste em versos de temas agropastoris, de origem moura, trazidos pelos escravos portugueses da Ilha da Madeira.